# Torrevecchia Teatina

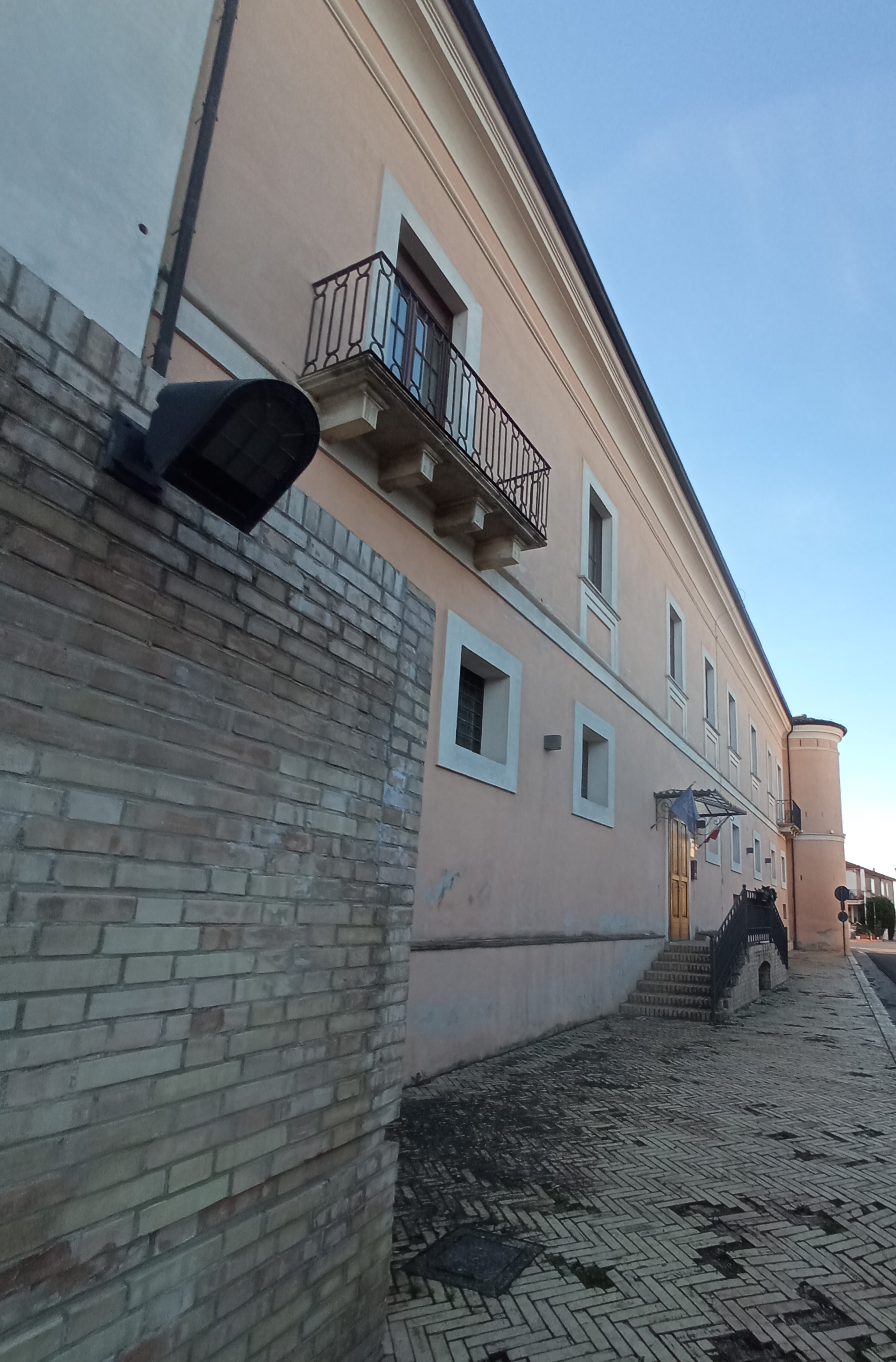
prospetto laterale del palazzo ducale

Torrevecchia Teatina è un comune italiano di 4 213 abitanti della provincia di Chieti in Abruzzo. La cittadina è sede dell'Università telematica Leonardo da Vinci.

## Storia
Menzionata inizialmente nel XIV secolo quando viene chiamata Castri Turris e Turris Theatina nel 1743 Federico Valignani fece erigere un palazzo proprio nel centro cittadino , fu chiamata quindi Villa Valignani e seguì le vicende della vicina Teate.
Nel 1809 Torrevecchia fu eretto a comune riunendo così i due centri di Castelferrato e Torremontanara.

## Monumenti e luoghi d'interesse

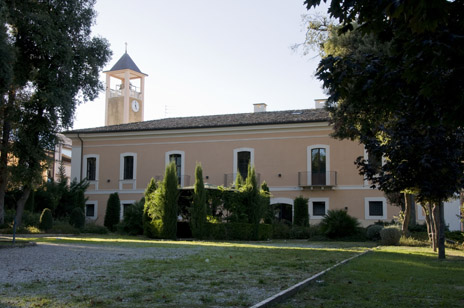
Il Palazzo ducale

- Il Palazzo ducaleChiesa di San Rocco. La chiesa di San Rocco è sita nel centro urbano del capoluogo. È stata costruita negli anni '60. Pianta di forma quadrangolare a navata unica con nartece interno e grande rosone ottagonale sul prospetto principale su piazza omonima. Le pareti laterali si sviluppano in linea spezzata con 10 finestroni verticali ricavati nei lati corti con vetrate decorate da passi biblici, per una illuminazione interna originale. Sulla sinistra della facciata si erge l'alto campanile, oramai simbolo della piccola comunità teatina. Dalle foto e dai testi del seguente sito:[7]
- Chiesa della Madonna della Libera. La chiesa è sita nella località Torre ed è stata realizzata negli anni '60 dal popolo di Torre. Piccolo fabbricato realizzato in muratura portante e finiture classiche dell'epoca. Facciata sobria con portichetto d'ingresso (nartece esterno). Copertura a capanna classica.[7]
- Chiesa di San Giuseppe. È sita in località Castelferrato. È stata costruita tra il XVII ed il XVIII secolo. È in stile pseudobarocco abruzzese. È a pianta basilicale con volta a botte. L'interno è ricco di decorazioni della tradizione artistica minore abruzzese.[7]
- Chiesa di San Pasquale Baylon. È sita nella località Torremontanara. La costruzione di questa chiesa viene fatta risalire al XIX secolo dopo il ritrovamento, da parte di contadini locali nei pressi del fiume Alento, di un simulacro di San Pasquale Baylon. Chiesa originariamente destinata a cappella di famiglia, a pianta quadrata e successivamente ampliata e dotata di un campanile. Lo stile della chiesa rispecchia lo stile delle cappelle votive rurali teatine.[7]

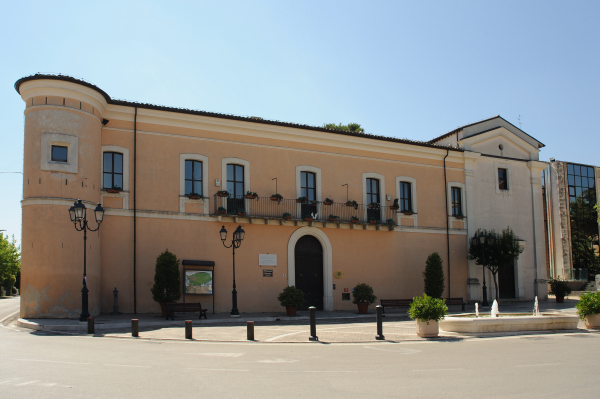
Palazzo Valignani

- Palazzo ValignaniPalazzo Valignani. Nel 1505 i fratelli Valignani governarono sul feudo di Torrevecchia. Fu Federico Valignani marchese e signore di Cepagatti che volle la costruzione del palazzo nel 1743, come residenza estiva, contro il volere dei familiari per motivi legati a maligne ("maligni" o "malignani" una delle probabili origini del cognome Valignani) destinazioni pregresse (luogo degli appestati - vedi devozione per San Rocco). Il palazzo Valignani, tipica villa dell'epoca, sorgeva lungo un tratturo secondario che dalla montagna seguiva il percorso legato alle sorgenti ed agli invasi. Palazzo a due piani con cortile interno, voluta dal Valignani su modello della villa d'Este in Tivoli. Sul lato sinistro della facciata si erge una torre d'angolo, costruita successivamente all'impianto originario per equilibrare la facciata. Torre erroneamente concepita come torre d'avvistamento (abnormi ed evidenti gli errori di costruzione della torre che taglia la cornice della finestra e la visuale sul lato corto del balcone) internamente non vi sono tracce su questa destinazione d'uso. Sul lato destro vi era una piccola cappella dotata di due ingressi: uno sul laterale ovvero la prima porta della cappella originaria costruita su un vecchio tempio italico e dedicato forse al Dio Esculapio (?) o più probabilmente Ercole (?) per via di alcune statuette ritrovate proprio in loco ed in mostra al Museo La Civitella di Chieti. Cappella ampliata successivamente con la modifica dell'ingresso sulla piazza anch'essa dedicata a San Rocco. Frequentata dal popolo fino al 1960, quando subì danni in circostanze misteriose. Danni che provocarono il crollò del campanile e successivamente del tetto. Fu costruita così una nuova chiesa parrocchiale proprio sul lato corto della piazza. Il palazzo, proprietà comunale, fino ad Aprile 2010 era sede della Fondazione G. D'Annunzio, ma all'epoca era destinato al pian terreno a deposito e magazzino per la conservazione del grano, dell'olio e delle altre provviste mentre al piano superiore a locali abitativi. Vi era la rimessa per le carrozze, l'abitazione dello stalliere e quella del gobbo (triste figura presente in tutti i palazzi). La sua presenza nei campi era di buon auspicio per i raccolti, mentre la sua vera funzione era di spionaggio e controllo da parte del signore).[8]

## Società

### Evoluzione demografica
Abitanti censiti

## Amministrazione
| Periodo        | Periodo        | Primo cittadino   | Partito                             | Carica  | Note          |
| -------------- | -------------- | ----------------- | ----------------------------------- | ------- | ------------- |
| 23 aprile 1995 | 13 giugno 1999 | Salvatore Di Nino | Lista Civica di Centro-destra       | Sindaco | [ 10 ]        |
| 14 giugno 1999 | 7 giugno 2009  | Marino Mincone    | Lista Civica                        | Sindaco | [ 11 ] [ 12 ] |
| 8 giugno 2009  | 27 maggio 2019 | Katja Baboro      | Lista Civica Unione è Forza         | Sindaco | [ 13 ] [ 14 ] |
| 27 maggio 2019 | in carica      | Francesco Seccia  | Lista Civica Uniti per Torrevecchia | Sindaco | [ 1 ]         |